# Kupiuka murici
Kupiuka murici – gatunek pająka z rodziny skakunowatych i podrodziny Heliophaninae.

## Taksonomia
Gatunek ten opisany został po raz pierwszy w 2010 roku przez Gustava R.S. Ruiza na łamach „Zootaxa”. Jako lokalizację typową wskazano Estação Ecológica de Murici w gminie Murici w brazylijskim stanie Alagoas. Epitet gatunkowy pochodzi od tejże lokalizacji.

## Morfologia
Holotypowy samiec ma ciało długości 2,8 mm przy karapaksie długości 1,42 mm, szerokości 0,9 mm i wysokości 0,5 mm. Karapaks jest ciemnobrązowy z wąskim paskiem białych łusek na brzegach, krótkim i wąskim, pośrodkowym, podłużnym paskiem z białych łusek za jamką oraz białymi paskami poprzecznymi ciągnącymi się od oczu tylnych do krawędzi nad biodrami drugiej pary. Bardzo niski nadustek porastają białe łuski. Barwa szczękoczułków jest ciemnobrązowa, a zaokrąglonych szczęki, wargi dolnej i sternum jasnobrązowa. Nogogłaszczki i odnóża są jasnobrązowe. Kolejność par odnóży od najdłuższej do najkrótszej to IV, I, III, II. Kolor opistosomy (odwłoka) jest ciemnobrązowy, z wierzchu z trzema parami jasnych łat bo bokach i rozjaśnieniem pośrodkowym nad wzgórkiem analnym. Kądziołki przędne są ciemnobrązowo ubarwione.
Nogogłaszczki samca mają udo z apofizą retrolateralną w części odsiebnej, długą i tęgą apofizę retrolateralną goleni, wystającą tylną część tegulum oraz niezbyt długi embolus.

## Rozprzestrzenienie
Gatunek neotropikalny, południowoamerykański, endemiczny dla stanu Alagoas w Brazylii.